# Mangalore, Nanjangud
Mangalore là một làng thuộc tehsil Nanjangud, huyện Mysore, bang Karnataka, Ấn Độ.